# النکویر، پارا
النکویر، پارا (به پرتغالی: Alenquer, Pará) یک شهرستان در برزیل است که در پارا واقع شده‌است.